# Липскомб, Мэнс
Мэ́нс Ли́пскомб (англ. Mance Lipscomb; настоящее имя Боу Де Глен Липскомб, англ. Beau De Glen Lipscomb; 9 апреля 1895, Навасота, Техас — 30 января 1976, Навасота, Техас) — американский блюзовый певец, гитарист и сонгстер (странствующий певец). Урожденный Боу Де Глен Липскомб, ещё в юности Липскомб взял имя Mance (так звали друга его старшего брата Чарли), что было сокращением от «эмансипация».

## Биография
Мэнс Липскомб был сыном бывшего раба из Алабамы и наполовину индейцем (чокто) — по матери. Липскомб провел большую часть своей жизни работая на ферме в Техасе, где его обнаружили, а позже и записали Мак МакКормик и Крис Стрэчвитц. Таким образом, Липскомб стал одним из техасских блюзменов, сделавших записи в эпоху возрождения кантри-блюза 1960-х. Он выпустил множество альбомов в стиле блюз, рэгтайм и фолк.
У Липскомба была характерная техника игры «мертвым пальцем» и выразительный голос. Липскомб часто оттачивал своё мастерство, играя в ближайшем городе Бренхаме (штат Техас) со слепым музыкантом Сэмом Роджерсом. Его дебютный релиз «Texas Songster» вышел в 1960 году. Липскомб исполнял в основном старые песни, такие как «Sugar Babe», «Shine On, Harvest Moon», «It’s a Long Way to Tipperary».
«Trouble in Mind» была записана в 1961 году и выпущена на лейбле «Reprise», основанном Фрэнком Синатрой и подарившем миру записи таких групп, как The Electric Prunes, The Beach Boys, издававшем записи Хендрикса («Band Of Gypsys») и др. В мае 1963 года Липскомб появился на первом фолк-фестивале в Монтерее, Калифорния.
В отличие от многих своих современников, Липскомб не был отмечен в начале Блюзовой эры, но о его жизни хорошо известно благодаря его автобиографии «I Say Me for a Parable: The Oral Autobiography of Mance Lipscomb, Texas Bluesman», которая была опубликована посмертно, а также короткому документальному фильму «Les Blank, A Well Spent Life» 1971 года.
Липскомб начал играть на гитаре рано и продолжал делать это регулярно в течение многих лет на местных встречах/посиделках — «Saturday Night Suppers» («Ужин в субботний вечер»), как он их называл. Некоторое время подобные музыкальные встречи устраивал сам Мэнс со своей женой. В основном его музыкальная деятельность проходила до 1960 года в пределах так называемого «района» — местности вокруг города Навасоты.
После «открытия» Мэнса МакКормиком и Стрэчвитцом он стал важной фигурой в фольклорной музыке 1960-х годов. В последующие годы он регулярно записывался и выступал на блюз- и фолк-фестивалях до 1973 года, когда болезнь заставила его вернуться домой.
Умер Липскомб в своем родном городе Навасота в 1976 году, через два года после перенесенного инсульта.

## В кино
- A Well Spent Life (1971). Документальный фильм режиссёров Леса Бланка и Скипа Герсона. Вышел на видео в 1979 году.
- Липскомб также появляется в фильм Леса Бланка «The Blues Accordin' to Lightnin' Hopkins» (1970).

## Признание
В честь Мэнса Липскомба проводится ежегодный фестиваль «Navasota Blues», а 12 августа 2011 года была открыта бронзовая скульптура (художник Сид Хендерсон) в парке имени Липскомба в Навасоте. Статуя изображает Липскомба, играющим на гитаре на скамейке, причем на скамейке есть свободное место, так что любой желающий может поиграть блюз «рядом» с Липскомбом.